# Бабина, Наталья Васильевна
Наталья Васильевна Бабина (15 мая 1966, Заказанка) — белорусская писательница и журналистка.

## Биография
Родилась в 1966 году в селе Заказанка Брестской области БССР. Ее семья жила на стыке государственных границ — Белоруссии, Польши и Украины. Бабина говорит, что родилась на границе цивилизаций — старой и новой, еще успела застать архаичный деревенский лад.
Окончила два класса в школе села Прилуки (Брестский район), затем училась в школе № 13 г. Брест. После школы по совету родителей стала учиться на инженера в Минском политехническом институте. После окончания работала инженером на заводе «Цветотрон» (Брест), на заводе имени Ленина (Минск).
Впоследствии работала в идейной газете «Збудинне», затем инженерно-техническим работником в государственной газете «Звязда». С 1994 года постоянно сотрудничает с белорусской независимой газетой «Наша Ніва», с 2007 — штатный журналист газеты.
Художественные произведения начали печатать с 1994 года. Пишет прозу и публицистику на белорусском и украинском языках. Печаталась в белорусских журналах «ARCHE», «Дзеяслоў», газетах «Звязда», «Наша Ніва»; в украинских журналах «Современность», «Курьер Кривбасса», «Над Бугом и Нарвой», газете «Прогресс». Произведения были переведены на польский, чешский и украинский языки.
Произведения Натальи Бабиной выделяются твердой белорусской национальной позицией. Одновременно в прессе и интернете она настойчиво и последовательно отстаивает взгляды об украинскости Берестейщины.
Замужем, имеет троих детей.

## Творчество
- «Крыві не павінна быць видна» / Крови не должно быть видно (2007)
- «Рыбін горад» / Рыбий город (2007)

## Награды
- Знак отличия Президента Украины — юбилейная медаль «25 лет независимости Украины» (22 августа 2016) — "за весомый личный вклад в укрепление международного авторитета Украинского государства, популяризацию ее исторического наследия и современных достижений и по случаю 25-й годовщины независимости Украины"[2]

## Русский перевод
- «Рибгород», пер. Божены Антоняк, Львов: Урбино, 2013.
- «Здесь была Украина» («Над Бугом и Нарвой», № 5, 2005)
- «Три колонны» (недоступная ссылка) («Альманах. Третий международный литературный фестиваль», 2008, стр. 12), перевел Анатолий Ивченко
- рассказ «Три колонны», «Татьяна Яновна и ее агава», «Босния и Герцоговина, или Европа великих фараонов», «Стеклышки, стеклышки...», «Бал в Бресте», «Дамочки среднего возраста» («Курьер Кривбасса», № 240-241, 2009), перевел Анатолий Ивченко

## Интервью
- Наталья Бабина: «Я начала писать именно потому, что у меня трое детей») (недоступная ссылка) («Львовская почта», 20 сентября 2008)
- «Родные корни вдохновение» (недоступная ссылка) Интервью Анатолия Ивченко с Наташей Бабіною («PostПоступ»)
- Наталья Бабина: «Когда я поняла, что я украинка, все стало на свое место»